# Manila Luzon
Karl Philip Michael Westerberg (né le 10 août 1981), plus connu sous le nom de scène Manila Luzon, est une drag queen, artiste et personnalité télévisée américaine. Elle est principalement connue pour avoir participé à la troisième saison de RuPaul's Drag Race, où elle se place deuxième, ainsi qu'aux première et quatrième saisons de RuPaul's Drag Race: All Stars. Son nom est un jeu de mots avec les noms anglais de la capitale, Manille, et de la plus grande île (Luçon) des Philippines, pays de naissance de sa mère. Son père est d'origine suédoise et allemande. Manila est née dans le Minnesota mais réside aujourd'hui à Los Angeles.

## Carrière aprèsRuPaul's Drag Race
La publicité générée par sa participation à l'émission lui apporte de nombreuses opportunités de performances dans de nombreux événements LGBT nationaux et internationaux, à travers les États-Unis et le Canada, comme la Marche des fiertés de New York ou de Vancouver. Elle est également une fervente activiste pour la prévention contre le SIDA. Après être apparue dans une publicité de Gilead Sciences intitulée "Défilé du Ruban Rouge" avec d'autres concurrentes de RuPaul's Drag Race, Carmen Carrera, Delta Work, Shangela et Alexis Mateo, la robe qu'elle y portait a été vendue aux enchères par Logo en commémoration de la journée internationale de lutte contre le SIDA. L'argent récolté lors de ces enchères a été donné à la NAPWA (National Association of People with AIDS).
En 2011, avec d'autres concurrentes de la troisième saison de Drag Race, Carmen Carrera et Shangela, elle apparaît dans une publicité télévisée pour le site d'agence de voyages Orbitz. En plus de cette publicité, Shangela et elle sont invitées à US Weekly où elles parlent d'hommes célèbres et les imaginent en drag queens. En août 2012, NiniMomo, une entreprise basée à Long Island spécialisée dans les poupées mannequins, crée une poupée à l'effigie de Manila Luzon, portant la robe ananas qu'elle porte pendant un épisode de RuPaul's Drag Race. La poupée, disponible sur Internet, fait de Manila la première participante de RuPaul's Drag Race à être immortalisée sous la forme d'une poupée. Deux ans plus tard, des fans de Manila Luzon créèrent leur propre poupée à l'imprimante 3D.

### Évènements
Manila Luzon performe lors de l'évènement Drag Race Superstars le 15 août 2019 au parc des Faubourgs à Montréal.

### RuPaul's Drag U

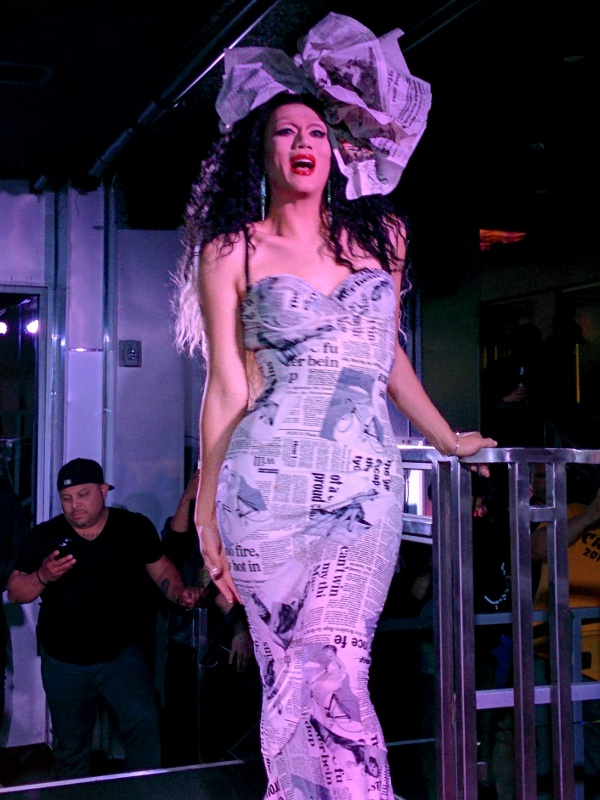
Performance de Manila en mai 2014.

Manila apparaît dans trois épisodes de RuPaul's Drag U en tant que professeur. Elle aide d'abord alors à relooker une femme au foyer, puis une candidate lesbienne, et enfin sa sœur Rachel.

### RuPaul's Drag Race: All Stars
Le 6 août 2012, Manila est annoncée comme l'une des douze précédentes candidates de RuPaul's Drag Race sélectionnées pour participer à la première saison de RuPaul's Drag Race : All Stars, diffusée pour la première fois sur Logo le 22 octobre 2012. Elle fait équipe avec Latrice Royale et crée la "team Latrila". Le duo est éliminé dans le troisième épisode de la saison, diffusé le 5 novembre 2012.
Avant la diffusion de la finale de la saison, Manila, avec d'autres concurrentes de All Stars, Raven, Latrice Royale et Tammie Brown, apparaît dans une publicité télévisée pour le nouveau portail LGBT du site d'agence de voyages Orbitz. Après la saison, Manila devient un personnage de l'application portable RuPaul's Drag Race: Dragopolis, au même titre que Pandora Boxx ou Yara Sofia.
Le 9 novembre 2018, Manila est annoncée comme l'une des candidates de la quatrième saison de RuPaul's Drag Race : All Stars, avec sa coéquipière Latrice Royale, faisant d'elles les deuxième et troisièmes candidates à participer à trois saisons différentes. Il est cependant annoncé que les deux candidates participeront cette fois-ci à la compétition individuellement. Son élimination fait l'objet d'une grande polémique après la diffusion du huitième épisode le 1er février 2019.

### Autres projets
Le 12 octobre 2012, Manila apparaît dans un épisode de la série Made propulsée par MTV où elle sert de guide à un jeune homme qui démarre le transformisme pour la Marche des fiertés de New York.

### Musique
Le 8 novembre 2011, Manila sort son premier single, Hot Couture. Son deuxième single, Best XXXcessory, sort le 21 août 2012. Son troisième single, The Chop, un duo avec Latrice Royale, sort le 6 novembre 2012, un jour après la diffusion de leur élimination de la première saison de RuPaul's Drag Race : All Stars. Avec d'autres candidates de Drag Race, Manila apparaît dans le clip Queen de Xelle, le groupe de Mimi Imfurst. Le 30 septembre 2014, elle sort le single Eternal Queen, dédié à feu son partenaire Sahara Davenport. Le clip est vu plus de 30 000 fois en moins d'une semaine.
En novembre 2018, le musicien indépendant VELO sort le single Where My Man At, avec Manila et Eureka O'Hara, candidate de la neuvième et dixième saison de RuPaul's Drag Race. Elles apparaissent également dans le clip avec Thorgy Thor, Ginger Minj et Trinity Taylor. Manila a également contribué aux albums Christmas Queens 3 et Christmas Queens 4, respectivement en 2017 et 2018.

## Vie privée
Résidente de longue date de New York, Manila a vécu à Harlem avec son petit ami Antoine Ashley (Sahara Davenport), candidate de la deuxième saison de RuPaul's Drag Race. Le 1er octobre 2012, Antoine meurt d'un arrêt cardiaque à l'hôpital Johns-Hopkin, à Baltimore. Manila a étudié le design graphique à l'Université du Minnesota à Duluth.
Depuis 2013, Manila réside à Los Angeles, où elle déménage peu après le décès d'Antoine. En novembre 2016, Manila fait sa demande en mariage à son petit ami Michael Alvarez, aussi connu sous le nom de Mic J Rez. Le 24 décembre 2017, ils se marient dans une église de Las Vegas avec comme célébrant un imitateur d'Elvis Presley.

## Discographie

### Albums studio
| Titre         | Détails                                                                              |
| ------------- | ------------------------------------------------------------------------------------ |
| Eternal Queen | - Sorti le 1er octobre 2014 - Label : Lomlplex - Formats : digital                   |
| Rules         | - Sorti le 15 février 2019 - Label : Producer Entertainment Group - Format : Digital |

### Singles
| Titre                                              | Année | Album   |
| -------------------------------------------------- | ----- | ------- |
| Hot Couture                                        | 2011  | Singles |
| Best XXXcessory                                    | 2012  | Singles |
| The Chop (avec Latrice Royale)                     | 2012  | Singles |
| Bring It! (avec Jinkx Monsoon)                     | 2013  | Singles |
| Helen Keller (avec Cazwell, Roxy & Richie Beretta) | 2014  | Singles |
| Ice Cream (avec Andre Xcellence!)                  | 2015  | Singles |
| Ovahness                                           | 2016  | Singles |
| That's a Man Maury (avec Willam)                   | 2017  | Singles |
| Go Fish                                            | 2019  | Rules   |
| Barbra, Can You Hear Me                            | 2019  | Rules   |

### Pistes supplémentaires
| Titre                          | Détails                                                                       |
| ------------------------------ | ----------------------------------------------------------------------------- |
| Hot Couture (Remixes)          | - Sorti le 24 avril 2012 - Label : Karl Westerberg - Formats : Téléchargement |
| Best Xxxcessory: The Remixxxes | - Sorti le 22 octobre 22 - Label : Manila Luzon - Formats : Téléchargement    |
| The Chop Remixes               | - Sorti le 26 décembre 2012 - Label : Manila Luzon - Formats : Téléchargement |
| Bring It!, Remixes, Pt. 1      | - Sorti le 17 janvier 2014 - Label : JRED Music - Formats : Téléchargement    |
| Helen Keller                   | - Sorti le 28 janvier 2014 - Label : Peace Bisquit - Formats : Téléchargement |
| Bring It!, Remixes, Pt. 2      | - Sorti le 14 mars 2014 - Label : JRED Music - Formats : Téléchargement       |

### Autres apparitions
| Titre              | Année | Autre(s) artiste(s)                                           | Album              |
| ------------------ | ----- | ------------------------------------------------------------- | ------------------ |
| Bitch I'ma Bottom  | 2015  | Pablo Hernandez                                               | Single             |
| Slay Bells         | 2015  | N/A                                                           | Christmas Queens   |
| Working Holiday    | 2016  | Alaska Thunderfuck                                            | Christmas Queens 2 |
| Click (Manila Mix) | 2017  | Tom Goss                                                      | Click              |
| We Three Queens    | 2017  | Alaska Thunderfuck, Peppermint                                | Christmas Queens 3 |
| Purong Pinay       | 2018  | Jiggly Caliente                                               | T.H.O.T. Process   |
| Don't Funk It Up   | 2018  | RuPaul, Gia Gunn, Latrice Royale, Valentina, Trinity The Tuck | Single             |